# Eugen von Malaisé
Eugen Joseph Ferdinand Malaisé, seit 1887 von Malaisé, (* 28. Januar 1835 in München; † 12. Oktober 1915 ebenda) war ein bayerischer General der Artillerie.

## Leben

### Herkunft
Eugen war der älteste Sohn des bayerischen Generalleutnants Ferdinand von Malaisé (1806–1892) und dessen Ehefrau Adelheid, geborene Wibmer (1808–1887). Er hatte noch sechs Geschwister, darunter der bayerische Generalmajor Maximilian von Malaisé (1844–1921). Sein Vater wurde am 15. Juli 1887 in den erblichen bayerischen Adelsstand erhoben.

### Militärkarriere
Malaisé besuchte das Münchner Kadettenkorps und trat am 9. September 1854 als Unterleutnant in das 2. Artillerie-Regiment der Bayerischen Armee ein. Nach einer Verwendung von Ende August 1858 bis Mitte Mai 1859 im 3. Reitenden Artillerie-Regiment wurde er Oberleutnant in seinem Stammregiment und kurz darauf Bataillonsadjutant. Am 9. August 1859 erfolgte seine Ernennung zum Zweiter Adjutanten des Artillerie-Korps-Kommandanten Philipp von Brand zu Neidstein. Unter Belassung in dieser Stellung wurde er Ende März 1860 zum 3. Reitenden Artillerie-Regiment „Königin“ versetzt. Nach der Pensionierung von Brandt diente Malaisé auch dessen Nachfolger Karl von Brodeßer. Mitte April 1864 trat er in den Truppendienst zurück und war 1866 während des Krieges gegen Preußen als Ordonnanzoffizier des Prinzen Karl von Bayern kommandiert.
Nach dem Krieg stieg Malaisé Ende Dezember 1867 zum Hauptmann I. Klasse im 2. Artillerie-Regiment „vacant Lüder“ auf. Vom 1. Juni 1868 bis zum 15. Juli 1870 war er bei der Artillerie-Beratungs-Kommission tätig. Bei der Mobilmachung anlässlich des Krieges gegen Frankreich kehrte Malaisé in den Truppendienst beim 3. Artillerie-Regiment „Königin Mutter“ zurück, nahm an den Kämpfen bei Beaumont sowie Sedan teil und wurde Mitte September 1870 in das 4. Artillerie-Regiment versetzt. Er beteiligte sich an der Belagerung von Paris und den Schlachten bei Loigny und Poupry, Orléans und Beaugency.
Ausgezeichnet mit dem Ritterkreuz des Militärverdienstordens und dem Eisernen Kreuz II. Klasse kehrte Malaisé vor dem Vorfrieden von Versailles Ende Januar 1871 in das 3. Artillerie-Regiment „Königin Mutter“ zurück. Drei Monate später wurde er erneut zur Artillerie-Beratungs-Kommission versetzt. Mit Wirkung zum 1. Januar 1873 trat er zum 3. Feldartillerie-Regiment „Königin Mutter“ zurück und wurde am 25. April 1875 unter Beförderung zum Major als etatmäßiger Stabsoffizier in das 1. Fußartillerie-Regiment „Bothmer“ versetzt. Daran schloss sich vom 27. November 1876 bis zum 20. Juli 1877 eine erneute Verwendung im 2. Feldartillerie-Regiment „vacant Brodeßer“ an. Unter Stellung à la suite seines Regiment wirkte Malaisé dann als Direktor der Artillerie- und Ingenieur-Schule in München und stieg Anfang April 1881 zum Oberstleutnant auf. Mitte November 1881 folgte eine Verwendung als Abteilungskommandeur im 1. Feldartillerie-Regiment „Prinz Luitpold“. In dieser Eigenschaft wurde er am 24. März 1885 Oberst und am 7. Juli 1886 unter Belassung im Dienst bei diesem Regiment à la suite gestellt. Ende des Monats erhielt Malaisé den Rang mit den Gebührnissen eines Regimentskommandeurs und Mitte Oktober die Erlaubnis zur Annahme des Komturkreuzes II. Klasse des Albrechts-Ordens.
Vom 26. Oktober 1886 bis zum 7. März 1889 war er Kommandeur des 3. Feldartillerie-Regiments „Königin Mutter“ und anschließend als Generalmajor Kommandeur der 1. Feldartillerie-Brigade. Am 27. Dezember 1891 verlieh ihm Prinzregent Luitpold das Ritterkreuz des Verdienstordens der Bayerischen Krone. Unter Belassung in seiner Stellung wurde Malaisé am 18. September 1893 zum Generalleutnant befördert und am 12. Juni 1893 als Kommandeur der 2. Division nach Augsburg versetzt. 1897 erhielt er die Erlaubnis zur Annahme des Ordens der Eisernen Krone und des Roten Adlerordens I. Klasse sowie des Großkreuzes des Ordens der Krone von Italien. In Genehmigung seines Abschiedgesuches wurde er am 18. März 1898 unter Verleihung des Großkreuzes des Militärverdienstordens mit der gesetzlichen Pension zur Disposition gestellt.
Anlässlich des bevorstehenden 90. Geburtstagsfestes von Prinzregent Luitpold erhielt Malaisé am 3. März 1911 den Charakter als General der Artillerie.

### Familie
Malaisé hatte sich am 4. Oktober 1862 in München mit Viktorine Scheichenpflug (* 1843) verheiratet. Aus der Ehe ging ein Sohn, der spätere bayerische Generalmajor Karl von Malaisé (1868–1946) hervor, der am 23. April 1906 in Karneid Renata von Miller (* 1879), Tochter des Erzgießers Ferdinand von Miller, heiratete.